# Lluvia Rojo

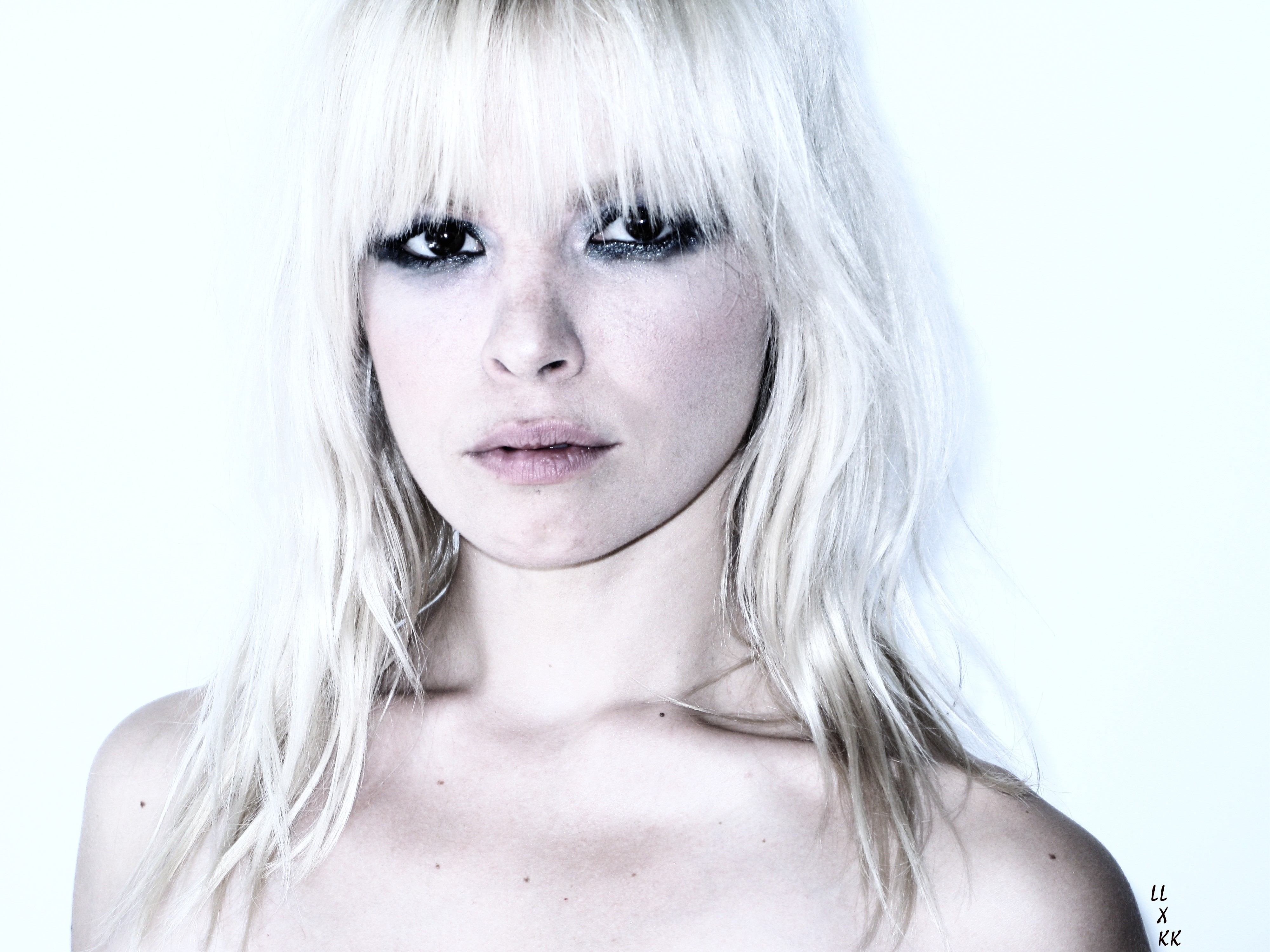
Lluvia Rojo (2013)

Lluvia Rojo Moro (* 6. November 1976 in Madrid) ist eine spanische Schauspielerin und Sängerin.

## Leben
Lluvia Rojo studierte Übersetzen und Dolmetschen (Englisch und Deutsch) in Madrid, New York City und Berlin, und Schauspiel mit Jorge Eínes. Sie ist Sängerin und Komponistin in der Hard-pop Band No Band For Lluvia (Subterfuge Records) mit Kevin Kajetzke, Darío Lofish und Lyndon Parish.

## Filmografie
- 1998: Barrio, von Fernando León de Aranoa
- 2002: Alianza mortal, der Brüder Rico
- 2005: El Calentito, von Chus Gutiérrez
- 2006: El síndrome de Svensson, von Kepa Sojo
- 2006: Pobre juventud, von Miguel Jiménez
- 2008: Íntimos y extraños, von Rubén Alonso
- Crónicas de la Vieja República (fanfilm)
- 2017: Conducta Animal, von Miguel Romero Grayson

### Kurzfilme
- 2003: Las superamigas contra el profesor Vinilo, von Domingo González
- 2005: Ricardo, piezas descatalogadas, der Brüder Rico
- 2006: The Old Man in the Sea, von Enrique Rodríguez. Universität Navarra
- 2009: Paco, von Jorge Roelas

## Fernsehen

### Fernsehmoderatorin
- 1997–1998: Los 40 principales
- 1997–1998: + Música (Canal satélite digital)

### Schauspielerin
- 1998: Hospital Central
- 1998: Ellas son así
- 1998: A las once en casa
- 2000: Paraíso
- 2000–2011: Cuéntame cómo pasó

## Theater
- Don Juan, el burlador de Sevilla (2008–2009), von Tirso de Molina
- Aquí no paga nadie, von Darío Fo (2004–2005).

### Radiotheater
- Psicosis (2010)[1]

## Ehrungen und Preise
- 2004, 2007: Unión de Actores. Beste Nebendarstellerin mit Cuéntame cómo pasó (Nominierung).
- 2006: Fundación Lumière: Premio „solidario a las artes escénicas“
- 2008: Ercilla de Teatro. Beste neue Hauptdarstellerin mit Don Juan, el burlador de Sevilla.